# 두바이샛 2호

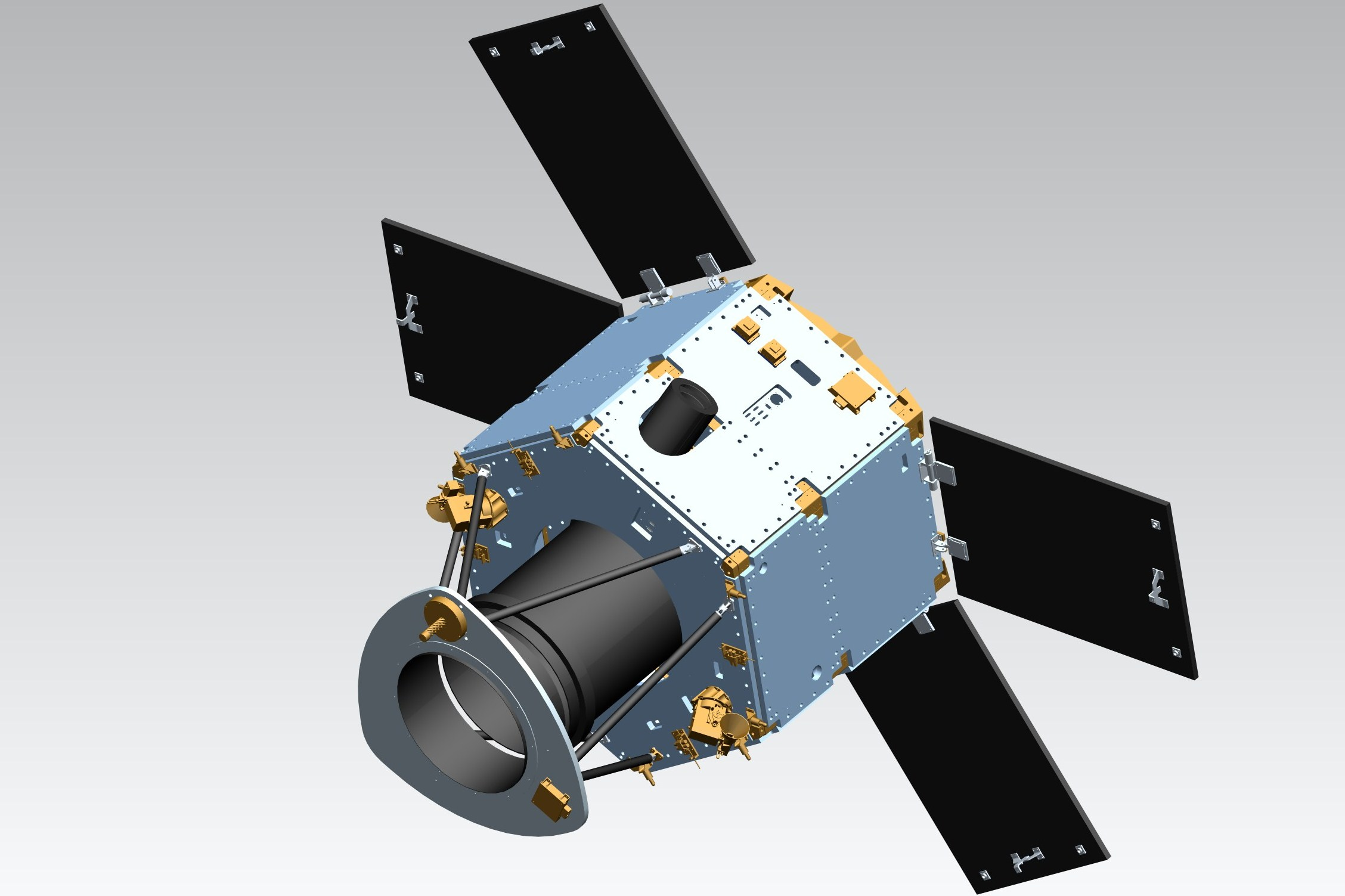

두바이셋 2호는 아랍에미리트가 주문하여 한국의 쎄트렉아이(Satrec Initiative)사가 제작한 무게 300 kg, 해상도 1 m의 소형 지구관측위성이다.

## 발사
두바이셋 2호는 아랍에미레이트의 EIAST(Emirates Institute for Advanced Science and Technology)가 한국의 쎄트렉아이와 함께 개발한 지구관측위성으로 2013년 11월 21일 러시아 야스니 발사장에서 드네프르 로켓으로 발사되었다. 한국의 인공위성센터에서 개발한 과학기술위성 3호도 두바이셋 2호와 함께 발사되었다. 한국의 우리별 위성과 아랍에미리트의 우리별 위성이 하나의 로켓으로 동시에 발사되는 의미가 있다.

## 정찰위성
이명박 대통령은 아랍에미리트에 APR-1400 원전을 수출하면서, 100년간의 형제국을 약속했으며, 순항 미사일 등 한국이 독자개발한 최첨단 군사무기들도 모두 수출하겠다고 계약한 것으로 보도되었다. 장거리 순항 미사일이 목표물을 타격하려면, 우선적으로 목표물에 대한 정찰사진이 필요하며, 정찰기는 적국의 영공에 근접해야 하며, 요격당할 수 있어서, 보통 장거리 목표물의 정찰에는 군사용 정찰위성 또는 민간용 지구관측위성이 사용된다.
예전에는 해상도 1 m는 매우 고화질이라서 군사용 비밀정보로 취급되어 판매가 되지 않았으나, 요즘에는 60 cm 해상도인 퀵버드 위성의 사진도 실시간으로 촬영해 인터넷으로 판매하고 있다. 그밖에 상용 서비스 중인 지구관측위성이 많기 때문에, 매우 짧은 주기로 동일 지점의 영상정보가 필요하면, 다른 회사들에게 주문하면 된다. 1개의 지구관측위성은 4일에 한 번 동일지점 상공을 지나간다.
두바이셋 2호는 세계 최초의 1미터 해상도 소형인공위성이다. 쎄트렉아이는 2008년 두바이셋 2호 말고도, 2010년 스페인에도 1미터 해상도 데이모스 2호를 300억원에 주문받았다. 2013년 기준으로는 50 cm 해상도인 소형인공위성의 개발이 상당부분 완료되었다. 쎄트렉아이는 영국 서레이 새틀라이트 테크놀로지(SSTL), 유럽 EADS 아스트리움과 함께 소형 지구관측위성 시장을 삼분하고 있다.

## 해상도
두바이셋의 해상도 1 m는 보통 군사용 정찰위성의 해상도로 알려져 있으며, 도로에 있는 횡단보도의 흰색 선까지 식별이 가능하다. 해상도 4 m면 군사 전략적, 전술적 영상정보 획득이 가능하며, 해상도 2.5 m면 개인주택과 차량의 식별이 가능하다. 쎄트렉아이는 해상도 2.5 m인 두바이셋 1호도 제작해 2009년에 러시아 바이코누르 우주 기지에서 드네프르 로켓으로 발사했다. 아랍 국가에서 해상도 1 m의 지구관측위성을 보유한 나라는 많지 않다.

## SI-300
영국의 서레이 새틀라이트 테크놀로지(SSTL)은 10 kg 나노인공위성부터 900 kg 인공위성까지 소형 인공위성용 버스를 개발해 수출하고 있다. SSTL-10 (Nanosat, SNAP), SSTL-70 (Microsat-70), SSTL-100 (Microsat-100), SSTL-150, SSTL-300, SSTL-400 (Minisat-400), SSTL-900의 다양한 모델이 있다.
한국의 쎄트렉아이(SI)도 이와 동일하게 무게 200 kg인 두바이셋 1호에는 SI-200 버스를, 무게 300 kg인 두바이셋 2호에는 SI-300 버스를 탑재했다.

## EIAST
2006년 아랍에미리트는 한국의 KAIST와 동일한 개념의 EIAST(Emirates Institution for Advanced Science and Technology)를 설립했다. 두바이셋은 EIAST 인공위성연구센터가 민간회사인 쎄트렉아이(Satrec Initiative)에 주문했다.

## 같이 보기
- 과학기술위성 3호
- 쎄트렉아이
- 두바이샛 3호